# 1961-es Formula–1 francia nagydíj
Az 1961-es Formula–1-es világbajnokság negyedik futama a francia nagydíj volt.

## Futam
A francia nagydíjon, Reimsben a Ferrari ismét indított egy negyedik autót, ezúttal az olasz Giancarlo Baghettit, akinek ez volt az első világbajnoki versenye. Az edzésen ismét a Ferrarik szerezték meg az első sort: Phil Hillé lett a pole von Trips és Ginther előtt, míg a második rajtsorból Moss és Clark indult.
Hill vezetett a rajt után Ginther és von Trips előtt. Ginther megcsúszása után Moss harmadiknak jött fel egy időre, de az amerikai visszaelőzte, majd fékhiba miatt kiesett. Mögöttük a két Porsche, a két Lotus, McLaren és Baghetti egymás szélárnyékát kihasználva folyamatosan egymást előzgették. Von Trips motorhiba miatt a 18. körben kiesett, majd Hill a 38. körben megcsúszott és ezzel leállította motorját, végül egy kör hátrányban tért vissza a versenybe. Ginther mindössze három kört autózott az élen, amikor motorhiba miatt megállt, így az egymással harcoló Gurney és Baghetti került az élre. Körről körre előzték egymást, Baghetti az utolsó körben kibújt Gurney szélárnyékából és az olasz egy tizedmásodperccel győzött amerikai előtt.
Az 1950-es brit nagydíjat (a legelső világbajnoki futamot) és a teljesen más mezőnyt felsorakoztató Indy 500-akat leszámítva ez az volt egyetlen alkalom, amikor debütáló versenyző győzött. Clark harmadik, Ireland negyedik lett.
| Helyezés | #  | Versenyző               | Csapat/Motor      | Futott körök | Idő/Kiesés oka              | Rajthely | Pontszám |
| -------- | -- | ----------------------- | ----------------- | ------------ | --------------------------- | -------- | -------- |
| 1        | 50 | Giancarlo Baghetti      | Ferrari           | 52           | 2:14'17,5                   | 12       | 9        |
| 2        | 12 | Dan Gurney              | Porsche           | 52           | +0,1                        | 5        | 6        |
| 3        | 8  | Jim Clark               | Lotus-Climax      | 52           | +1'01,0                     | 9        | 4        |
| 4        | 6  | Innes Ireland           | Lotus-Climax      | 52           | +1'10,3                     | 10       | 3        |
| 5        | 4  | Bruce McLaren           | Cooper-Climax     | 52           | +1'41,8                     | 8        | 2        |
| 6        | 22 | Graham Hill             | BRM-Climax        | 52           | +1'41,9                     | 6        | 1        |
| 7        | 10 | Jo Bonnier              | Porsche           | 52           | +3'15,4                     | 13       |          |
| 8        | 42 | Roy Salvadori           | Cooper-Climax     | 51           | +1 kör                      | 15       |          |
| 9        | 16 | Phil Hill               | Ferrari           | 50           | +2 kör                      | 1        |          |
| 10       | 30 | Henry Taylor            | Lotus-Climax      | 49           | +3 kör                      | 25       |          |
| 11       | 46 | Michael May             | Lotus-Climax      | 48           | +4 kör                      | 22       |          |
| 12       | 36 | Masten Gregory          | Cooper-Climax     | 43           | +9 kör                      | 16       |          |
| 13       | 32 | Maurice Trintignant     | Cooper-Maserati   | 42           | +10 kör                     | 23       |          |
| 14       | 38 | Ian Burgess             | Lotus-Climax      | 42           | +10 kör                     | 24       |          |
| 15       | 18 | Richie Ginther          | Ferrari           | 40           | Olajnyomás                  | 3        |          |
| Kiesett  | 26 | Stirling Moss           | Lotus-Climax      | 31           | Fékek                       | 4        |          |
| Kiesett  | 48 | Willy Mairesse          | Lotus-Climax      | 27           | Motorhiba                   | 20       |          |
| Kiesett  | 14 | Carel Godin de Beaufort | Porsche           | 23           | Túlhevülés                  | 17       |          |
| Kiesett  | 28 | Lucien Bianchi          | Lotus-Climax      | 21           | Túlhevülés                  | 19       |          |
| Kiesett  | 20 | Wolfgang von Trips      | Ferrari           | 18           | Motorhiba                   | 2        |          |
| Kiesett  | 34 | Giorgio Scarlatti       | De Tomaso-Osca    | 15           | Motorhiba                   | 26       |          |
| Kiesett  | 2  | Jack Brabham            | Cooper-Climax     | 14           | Olajnyomás                  | 14       |          |
| Kiesett  | 52 | Bernard Collomb         | Cooper-Climax     | 6            | Motorhiba                   | 21       |          |
| Kiesett  | 40 | John Surtees            | Cooper-Climax     | 4            | Baleset                     | 7        |          |
| Kiesett  | 24 | Tony Brooks             | BRM-Climax        | 4            | Túlhevülés                  | 11       |          |
| Kiesett  | 44 | Jackie Lewis            | Cooper-Climax     | 4            | Túlhevülés                  | 18       |          |
| NI       | 46 | Wolfgang Seidel         | Lotus-Climax      |              | Csak gyakorlás - May autója |          |          |
| NI       | T  | Juan Manuel Bordeu      | Lotus-Climax      |              | Csak gyakorlás              |          |          |
| Vi       | 14 | Hans Herrmann           | Porsche           |              | Visszalépett                |          |          |
| Vi       | 46 | Olivier Gendebien       | Emeryson-Maserati |              | Visszalépett                |          |          |
| VI       | 54 | Brian Naylor            | JBW-Maserati      |              | Az autó nem volt kész       |          |          |

## Statisztikák
Vezető helyen:
- Phil Hill: 32 (1-12 / 18-37)
- Wolfgang von Trips: 5 (13-17)
- Richie Ginther: 3 (38-40)
- Giancarlo Baghetti: 7 (41-43 / 45 / 47 / 50 / 52)
- Jo Bonnier: 1 (44)
- Dan Gurney: 4 (46 / 48-49 / 51)

Giancarlo Baghetti egyetlen győzelme, Phil Hill 4. pole-pozíciója, 3. leggyorsabb köre.
- Ferrari 33. győzelme.

Giancarlo Baghetti első, Giorgio Scarlatti utolsó versenye.